# Niedernai
Niedernai (Nìdernahn en alsacien, Niederehnheim en allemand) est une commune française située dans la circonscription administrative du Bas-Rhin et, depuis le 1er janvier 2021, dans le territoire de la Collectivité européenne d'Alsace, en région Grand Est.
Cette commune se trouve dans la région historique et culturelle d'Alsace.

## Géographie

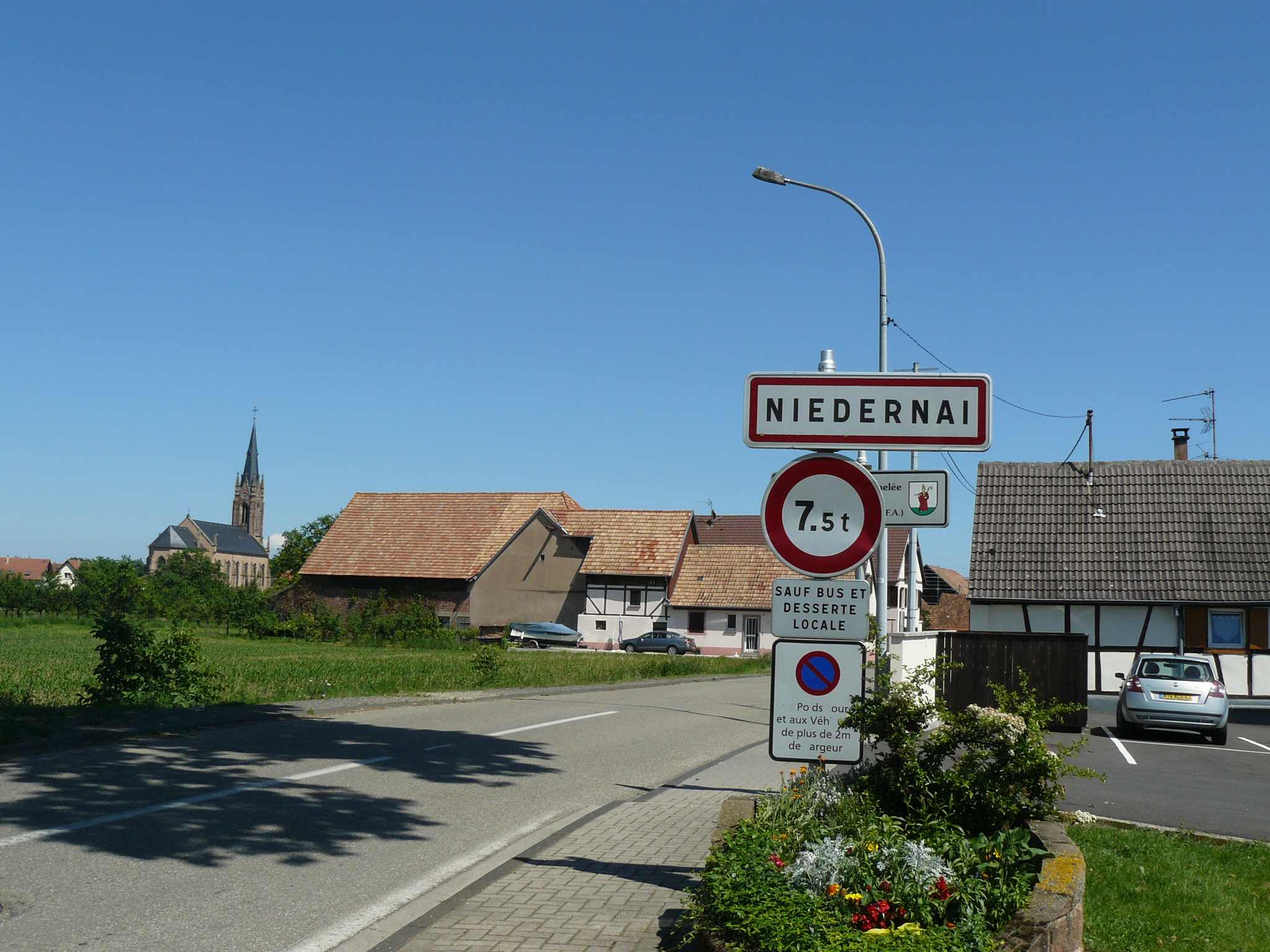
Entrée du village de Niedernai.

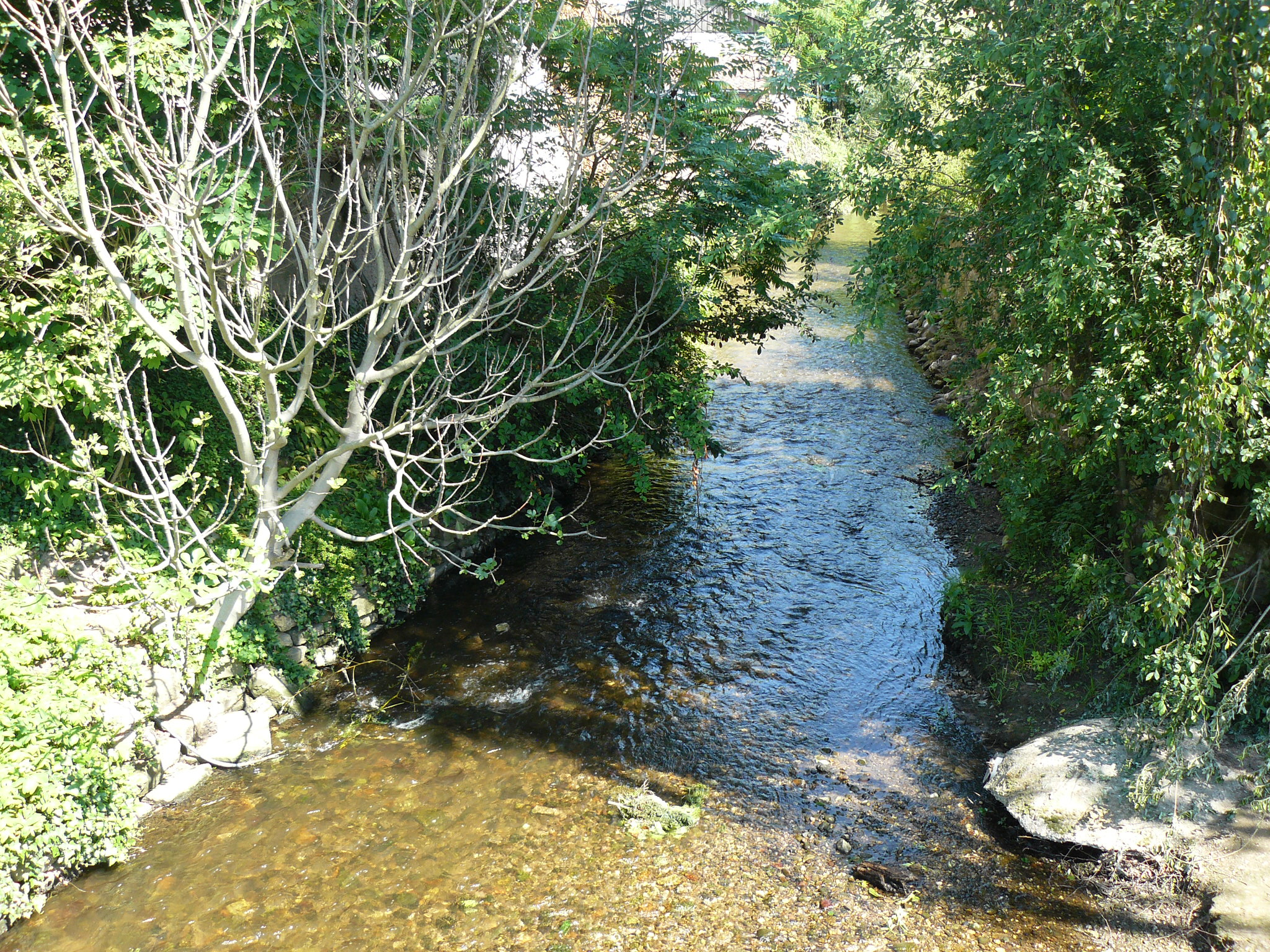
L'Ehn, le ruisseau traversant le village de Niedernai.

Niedernai se trouve dans le canton d'Obernai et l'arrondissement de Sélestat-Erstein. Les habitants sont appelés les Niedernois.

### Cours d'eau
- L'Ehn ;
- l'Andlau ;
- le Dachsbach.

| Obernai        |          | Meistratzheim |
| Bernardswiller | Nidernai |               |
| Goxwiller      | Valff    |               |

### Toponymie
- Niderrehnheim, 1050 ;
- Praedium Ahenaim, XIe siècle.

Voir Obernai.

### Hydrographie

#### Réseau hydrographique
La commune est dans le bassin versant du Rhin au sein du bassin Rhin-Meuse. Elle est drainée par l'Andlau, le ruisseau l'Ehn, le ruisseau le Darsbach et le ruisseau l'Apfelbach,.
L'Andlau, d'une longueur de 42 km, prend sa source dans la commune de Le Hohwald et se jette  dans l'Ill à Illkirch-Graffenstaden, après avoir traversé 21 communes. 
L'Ehn, d'une longueur de 36 km, prend sa source dans la commune de Ottrott et se jette  dans l'Ill à Geispolsheim, après avoir traversé dix communes. Les caractéristiques hydrologiques de l'Ehn sont données par la station hydrologique située sur la commune. Le débit moyen mensuel est de 0,481 m3/s. Le débit moyen journalier maximum est de 12,9 m3/s, atteint lors de la crue du 15 février 1990. Le débit instantané maximal est quant à lui de 16,6 m3/s, atteint le même jour.
Le Darsbach, d'une longueur de 14 km, prend sa source dans la commune de Saint-Nabor et se jette  dans l'Andlau à Meistratzheim, après avoir traversé six communes. 

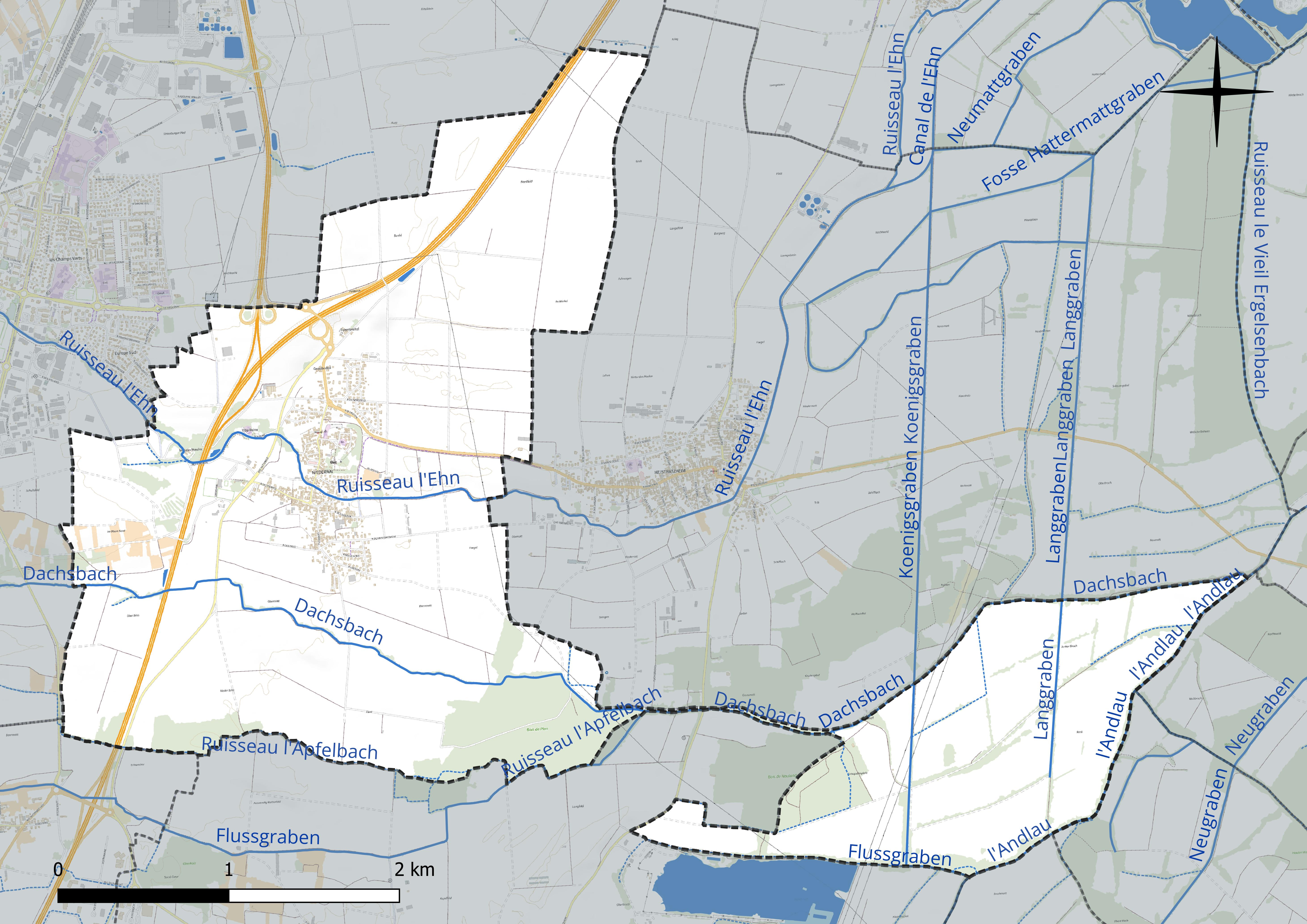
Réseau hydrographique de Niedernai.

#### Gestion et qualité des eaux
Le territoire communal est couvert par le schéma d'aménagement et de gestion des eaux (SAGE) « Ill Nappe Rhin ». Ce document de planification concerne la nappe phréatique rhénane, les cours d'eau de la plaine d'Alsace et du piémont oriental du Sundgau, les canaux situés entre l'Ill et le Rhin et les zones humides de la plaine d'Alsace. Le périmètre s’étend sur 3 596 km2. Il a été approuvé le 17 janvier 2005. La structure porteuse de l'élaboration et de la mise en œuvre est la région Grand Est. 
La qualité des cours d’eau peut être consultée sur un site dédié géré par les agences de l’eau et l’Agence française pour la biodiversité. 

### Climat
Pour des articles plus généraux, voir Climat du Grand Est et Climat du Bas-Rhin.
En 2010, le climat de la commune est de type climat des marges montargnardes, selon une étude du Centre national de la recherche scientifique s'appuyant sur une série de données couvrant la période 1971-2000. En 2020, Météo-France publie une typologie des climats de la France métropolitaine dans laquelle la commune est exposée à un climat semi-continental et est dans une zone de transition entre les régions climatiques « Vosges » et « Alsace ». 
Pour la période 1971-2000, la température annuelle moyenne est de 10,6 °C, avec une amplitude thermique annuelle de 17,7 °C. Le cumul annuel moyen de précipitations est de 610 mm, avec 7,7 jours de précipitations en janvier et 9,9 jours en juillet. Pour la période 1991-2020, la température moyenne annuelle observée sur la station météorologique de Météo-France la plus proche, « Strasbourg-Entzheim », sur la commune d'Entzheim à 13 km à vol d'oiseau, est de 11,4 °C et le cumul annuel moyen de précipitations est de 635,7 mm. 
La température maximale relevée sur cette station est de 38,9 °C, atteinte le 25 juillet 2019 ; la température minimale est de −23,6 °C, atteinte le 23 janvier 1942,,. 
Les paramètres climatiques de la commune ont été estimés pour le milieu du siècle (2041-2070) selon différents scénarios d'émission de gaz à effet de serre à partir des nouvelles projections climatiques de référence DRIAS-2020. Ils sont consultables sur un site dédié publié par Météo-France en novembre 2022.

## Urbanisme

### Typologie
Au 1er janvier 2024, Niedernai est catégorisée ceinture urbaine, selon la nouvelle grille communale de densité à sept niveaux définie par l'Insee en 2022.
Elle est située hors unité urbaine. Par ailleurs la commune fait partie de l'aire d'attraction de Strasbourg (partie française), dont elle est une commune de la couronne,. Cette aire, qui regroupe 268 communes, est catégorisée dans les aires de 700 000 habitants ou plus (hors Paris),.

### Occupation des sols
L'occupation des sols de la commune, telle qu'elle ressort de la base de données européenne d’occupation biophysique des sols Corine Land Cover (CLC), est marquée par l'importance des territoires agricoles (89,1 % en 2018), en diminution par rapport à 1990 (89,9 %). La répartition détaillée en 2018 est la suivante : 
terres arables (64,2 %), prairies (13,1 %), zones agricoles hétérogènes (7,7 %), forêts (6,2 %), zones urbanisées (4,7 %), cultures permanentes (4,1 %). L'évolution de l’occupation des sols de la commune et de ses infrastructures peut être observée sur les différentes représentations cartographiques du territoire : la carte de Cassini (XVIIIe siècle), la carte d'état-major (1820-1866) et les cartes ou photos aériennes de l'IGN pour la période actuelle (1950 à aujourd'hui).

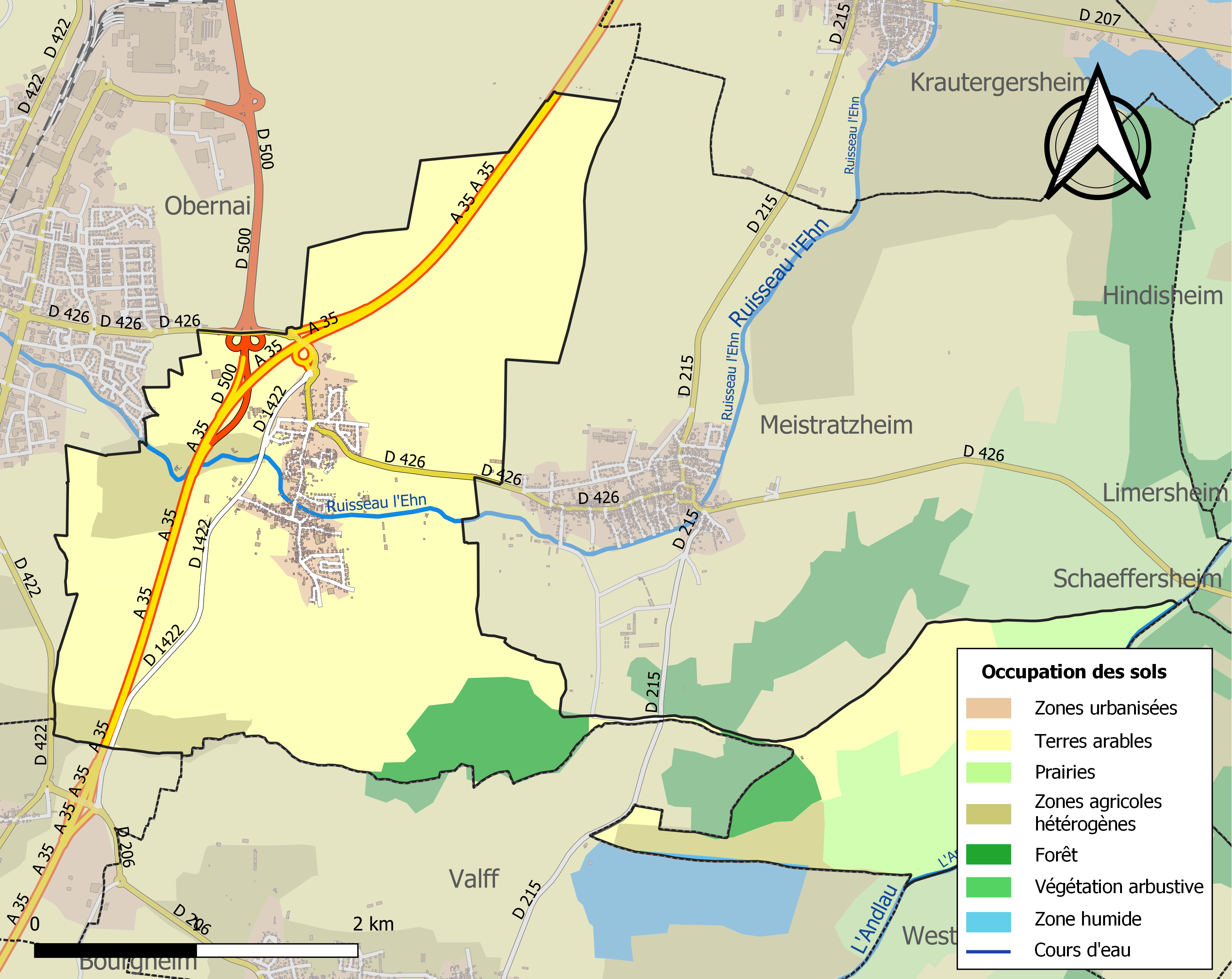
Carte des infrastructures et de l'occupation des sols de la commune en 2018 (CLC).

## Histoire

### La préhistoire

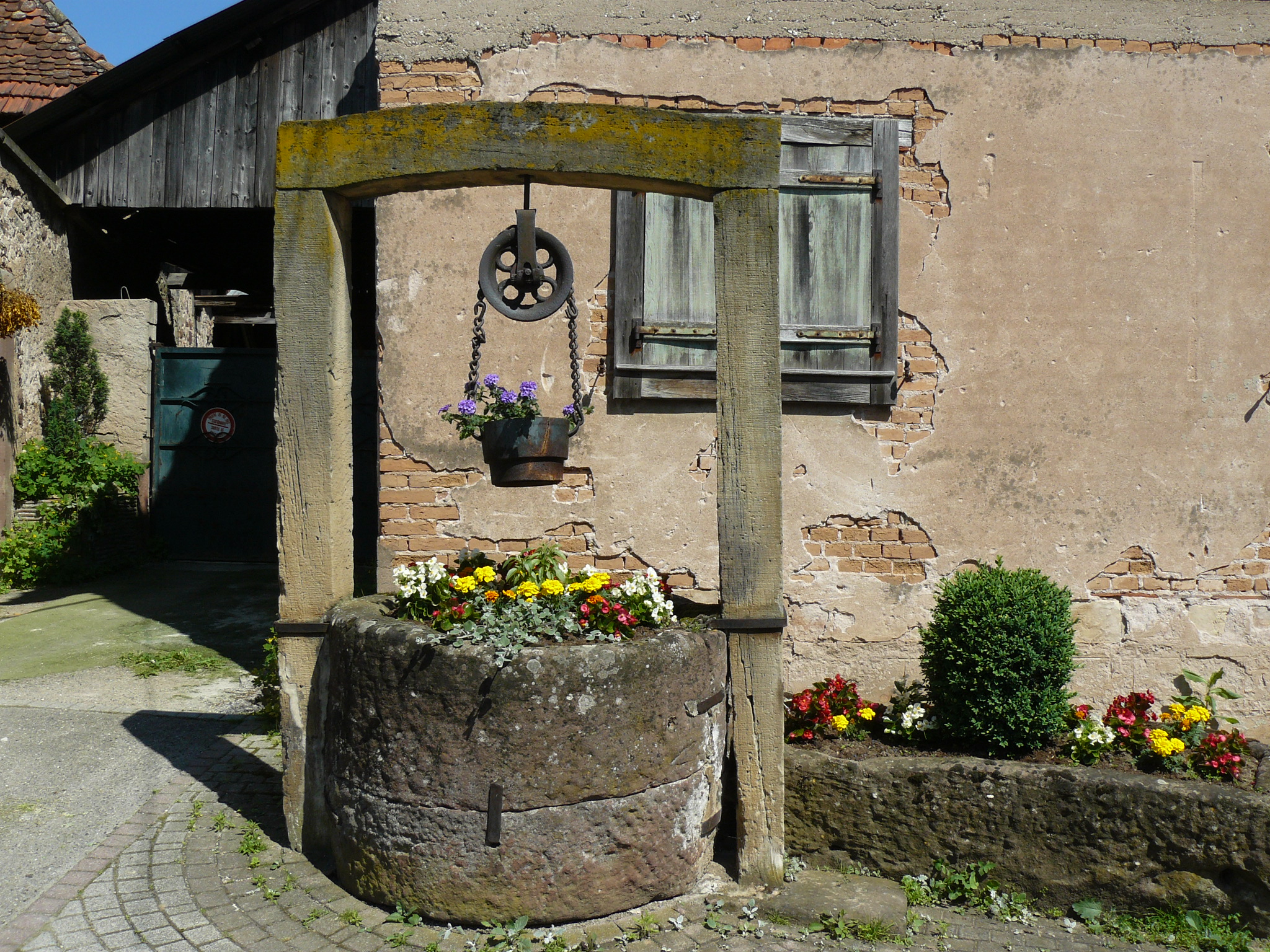
Ancien puits.

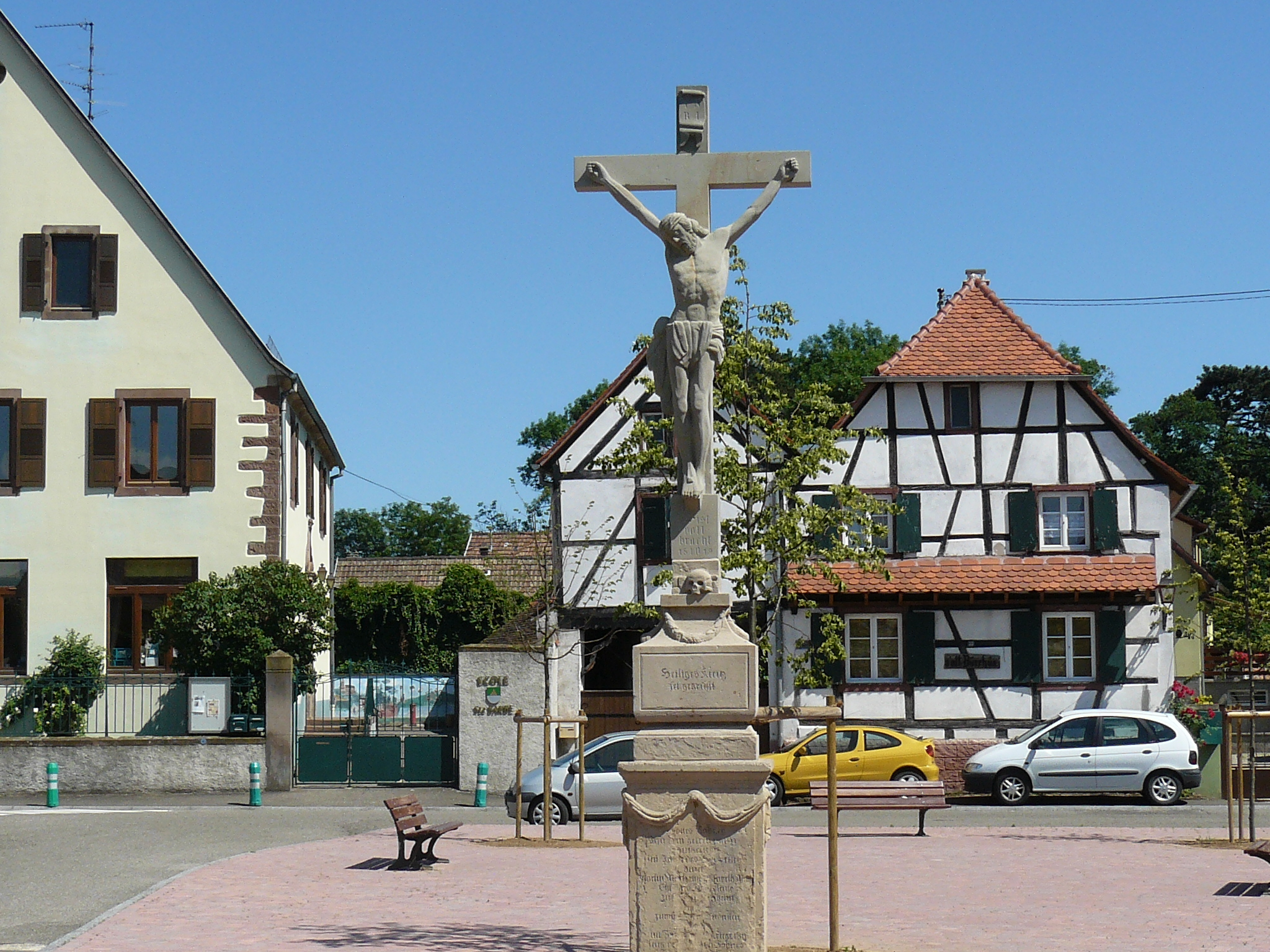
Calvaire.

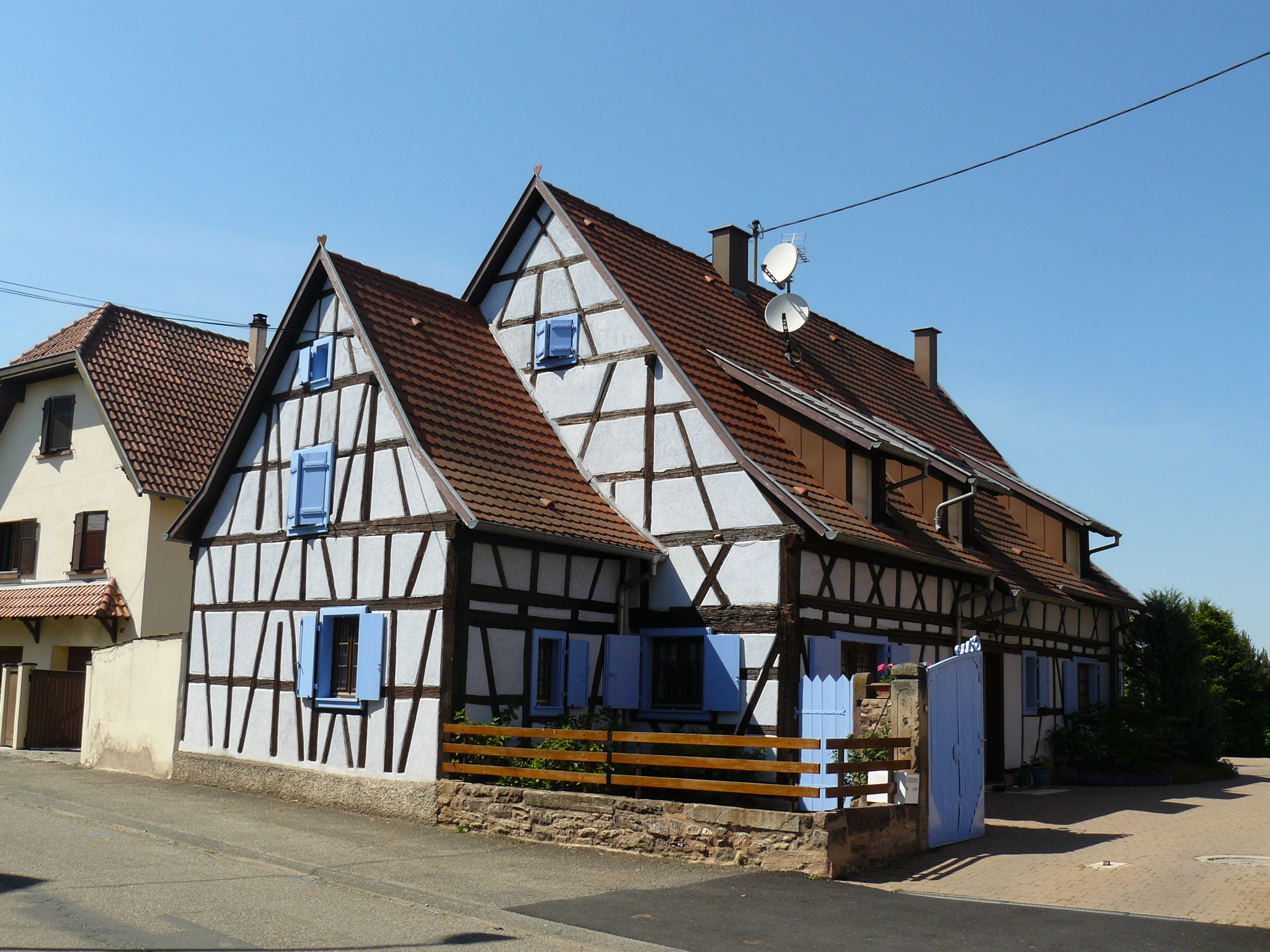
Maison à colombages.

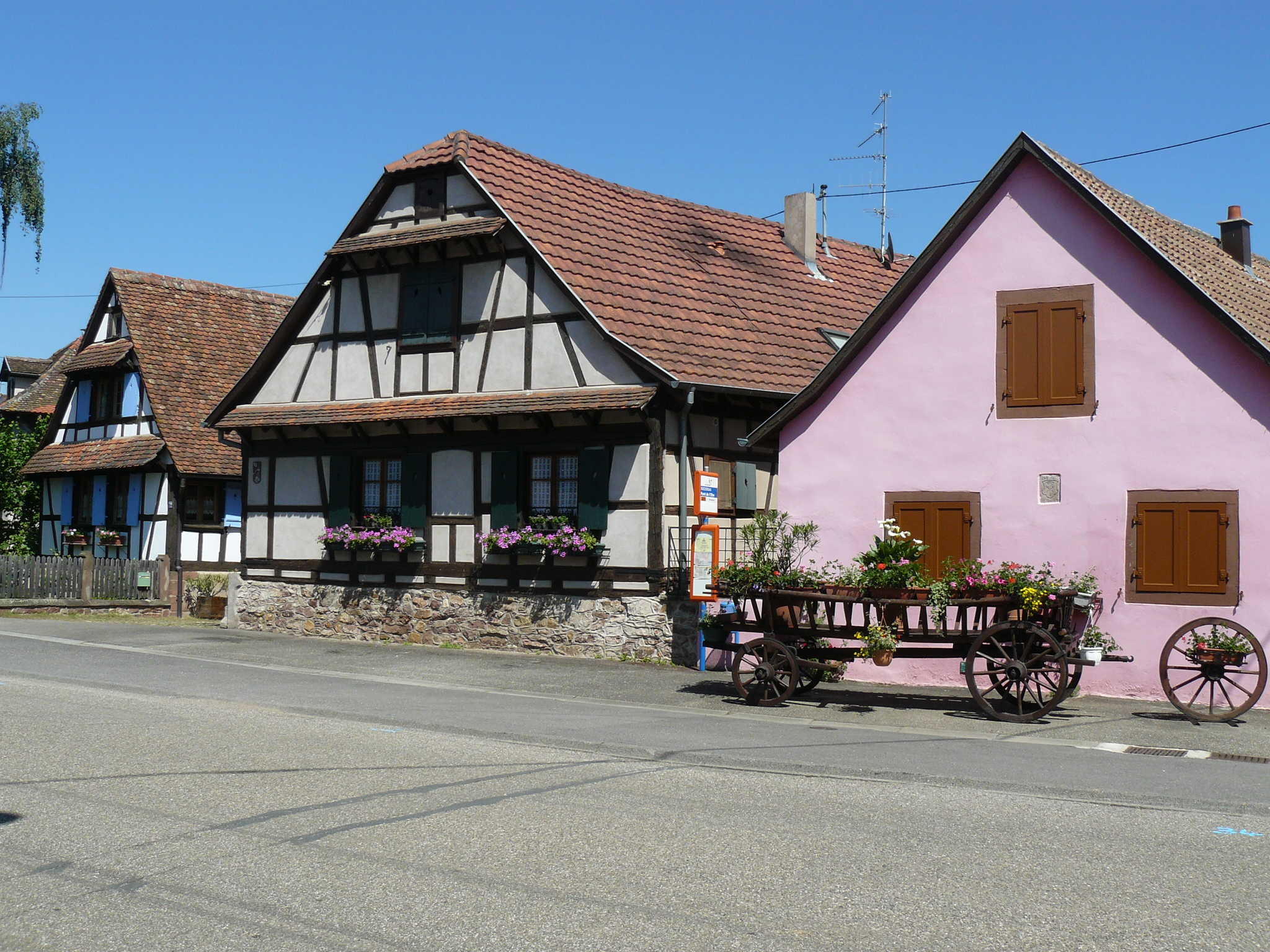
Maisons à colombages.

La première occupation du site remonte à 5000 ans avant Jésus Christ : des objets lithiques, des ossements d'animaux, des tessons de poterie, un fond de cabane et des tumuli ont été mis au jour en 1860 lors de fouilles. Des peuples celtes, romains, puis mérovingiens se succèdent sur le territoire de la commune. Ancienne voie militaire, les Romains avaient fait de ce lieu l'un de leurs établissements. Des monnaies romaines et une brique portant le chiffre de la 8e légion y ont été déterrées. Les Romains ont dû trouver en ces lieux un centre de population qu'ils relièrent par la route militaire qui, partant d'Argentorat (Strasbourg), rejoignait le penchant des montagnes et servait pour le transport de leurs troupes. En parcourant la forêt qui s'étend au sud-est du village, on rencontre trois tumuli. Du côté de l'Ettenhoelzel, il en existe trois autres d'une élévation plus grande encore.

### Le couvent bénédictin de Feldkirch
Le domaine de Niedernai appartient dès 706 aux bénédictins de Moyenmoutier (Vosges). La cour de Feldkirch fait partie des propriétés que l'abbaye de Moyenmoutier possède en Alsace, qu'une femme noble, Theudelinde, a cédé après avoir renoncé à la vie conjugale. Vers environ 707-757, l'abbé Regimbert fait construire une église sur le domaine de Niedernai. À cette époque, les Etichonides sont à leur apogée. Après le Xe siècle, un couvent de bénédictins s'installe au lieu-dit de Feldkirch (Velkiercheim, 1114). L'église est dédiée à saint Maximin. Plus tard, vers le XIIIe siècle, les Landsberg deviennent protecteurs du couvent de Niedernai. Pendant la guerre des Paysans, le couvent de Feldkirch est ravagé par les paysans avec à sa tête la « bande de Truttenhausen ». Le couvent est finalement démoli en 1842. Lors de la construction de la voie rapide A35, une partie de l'ancien prieuré bénédictin a été mis au jour. Des sarcophages ont été découverts qui ont été regroupés dans un jardin lapidaire.

### Un fief de la famille des Landsberg
Au milieu du XIIe siècle, les Landsberg, vassaux des Hohenstaufen, s'installent dans le village et construisent un fort vers 1203. En 1230, ils deviennent les avoués de Feldkirch et se mettent en 1284 au service de l'évêque de Strasbourg qui leur cède Niedernai et Meistratzheim. En 1434, Niedernai accède au statut de ville, ce qui lui permet de se fortifier et d'avoir un marché hebdomadaire. En 1572, les Landsberg se convertissent au protestantisme et le resteront jusqu'en 1741.

### Le château
Les Landsberg font construire un château pour fortifier la ville et le faubourg. Le cours d'eau de l'Ehn va servir à remplir les fossés qui entourent les trois tours. À partir de 1424, la ville a un marché hebdomadaire. En 1806, par le mariage de Charlotte Christine de Landsberg avec Guillaume Jacques Maximilien Frédéric de Reinach-Werth (issu des Reinach-Hirtzbach), le château passe aux mains de cette famille. Plus tard, en 1899, le château passera à une nouvelle famille par le mariage de Josèphe Maximilienne Marie (dite Maia) de Reinach-Werth et de Joseph Louis Marie Anne Le Pays du Teilleul.

### Les pillages et  invasions
En 1439, Niedernai est envahie par les Armagnacs. Les Strasbourgeois en signe de représailles incendient le bourg, reprochant aux habitants de ne pas avoir assez résisté aux Armagnacs et d'avoir ainsi facilité l'entrée de leurs troupes dans le village. En 1444, c'est le Dauphin (devenu depuis Louis XI) qui s'empare de Niedernai mais il est chassé par les Strasbourgeois. En 1525, le village est rançonné pendant la guerre des Paysans. Le village est à nouveau occupé en 1592 durant la guerre des Évêques.

### Guerre de Trente Ans
Pendant la guerre de Trente Ans, Niedernai est souvent saccagée. Au cours de ce conflit, les Suédois pillent la cité en 1622 et la détruisent en 1636.

### Condamnations pour sorcellerie
Au XVIIe siècle, le « Tribunal des maléfices » siège au château et près d'une centaine de personnes sont condamnées pour sorcellerie à Niedernai et dans ses environs.

### Louis XIV installe un directoire de la Basse Alsace
En décembre 1681, la noblesse de la Basse Alsace prête serment de fidélité à la France. Louis XIV installe au château le directoire de la noblesse de Basse Alsace : il y demeure jusqu'en 1682, date de son retour à Strasbourg. Le 28 mai 1777, les préposés et délégués des communautés juives, rabbinat de la noblesse de Basse Alsace, siègent à Niedernai pour rédiger le protocole de la Nation juive.

### La période révolutionnaire
La Révolution éclate un peu partout en France. Niedernai n'échappe pas à la tourmente révolutionnaire. Les Landsberg n'ayant plus d'héritier direct, la possession du château va passer par mariage aux barons de Reinach-Werth. Cette famille va fortement s'impliquer dans la commune. Trois membres de cette famille vont devenir maires de la commune entre 1872 et 1869. Ils seront également hommes politiques (sénateurs, préfet, conseillers généraux ou militaires).

### Le déclin
Au début du XVIIIe siècle, les conditions de vie deviennent de plus en plus difficiles. On assiste à des famines. Plus tard, le déclin industriel provoque une baisse très sensible de la population. Le reste de la population s'installe le plus près possible des lieux de travail.

### Héraldique
| Blason de Niedernai | Blason  | Coupé : au premier de sinople à la montagne de six coupeaux d'or, mouvant de la pointe, au second d'argent plain. |
| Blason de Niedernai | Détails | |

## Démographie
L'évolution du nombre d'habitants est connue à travers les recensements de la population effectués dans la commune depuis 1793. Pour les communes de moins de 10 000 habitants, une enquête de recensement portant sur toute la population est réalisée tous les cinq ans, les populations de référence des années intermédiaires étant quant à elles estimées par interpolation ou extrapolation. Pour la commune, le premier recensement exhaustif entrant dans le cadre du nouveau dispositif a été réalisé en 2007.

En 2022, la commune comptait 1 239 habitants, en évolution de −0,4 % par rapport à 2016 (Bas-Rhin : +3,17 %, France hors Mayotte : +2,11 %).
| 1793  | 1800  | 1806  | 1821  | 1831  | 1836  | 1841  | 1846  | 1851  |
| ----- | ----- | ----- | ----- | ----- | ----- | ----- | ----- | ----- |
| 1 210 | 1 299 | 1 250 | 1 227 | 1 316 | 1 326 | 1 346 | 1 350 | 1 393 |

| 1856  | 1861  | 1866  | 1871  | 1875  | 1880  | 1885 | 1890 | 1895 |
| ----- | ----- | ----- | ----- | ----- | ----- | ---- | ---- | ---- |
| 1 337 | 1 353 | 1 303 | 1 235 | 1 141 | 1 108 | 960  | 948  | 905  |

| 1900 | 1905 | 1910 | 1921 | 1926 | 1931 | 1936 | 1946 | 1954 |
| ---- | ---- | ---- | ---- | ---- | ---- | ---- | ---- | ---- |
| 868  | 858  | 811  | 704  | 678  | 674  | 661  | 648  | 641  |

| 1962 | 1968 | 1975 | 1982 | 1990 | 1999  | 2006  | 2007  | 2012  |
| ---- | ---- | ---- | ---- | ---- | ----- | ----- | ----- | ----- |
| 636  | 690  | 799  | 813  | 942  | 1 238 | 1 243 | 1 244 | 1 207 |

| 2017  | 2022  | - | - | - | - | - | - | - |
| ----- | ----- | - | - | - | - | - | - | - |
| 1 270 | 1 239 | - | - | - | - | - | - | - |

## Lieux et monuments
- L'église Saint-Maximin (fin XIXe siècle)

En 1785, l'église du couvent de Feldkirch est détruit par un violent orage. Les habitants utilisent alors l'ancienne chapelle castrale des Landsberg pour le service religieux. L'ancienne chapelle a depuis été reconvertie en école primaire Sainte-Barbe. En 1891 une nouvelle église est reconstruite qui sera consacrée le 8 octobre 1893 par monseigneur Charles Marbach, évêque auxiliaire de Strasbourg. En mai 1917, les cloches seront démontées par l'armée allemande pour être fondues. En 1923, l'église retrouvera de nouvelles cloches.
À l'intérieur : un baptistère (1884) seul objet ayant pu être sauvé lors de l'incendie de l'ancienne église de Feldkirch en 1785 ; ainsi qu'un reliquaire (XVIIIe siècle) contenant une main argentée est exposée dans l'église. Il contient des reliques de sainte Barbe et saint Maximin.

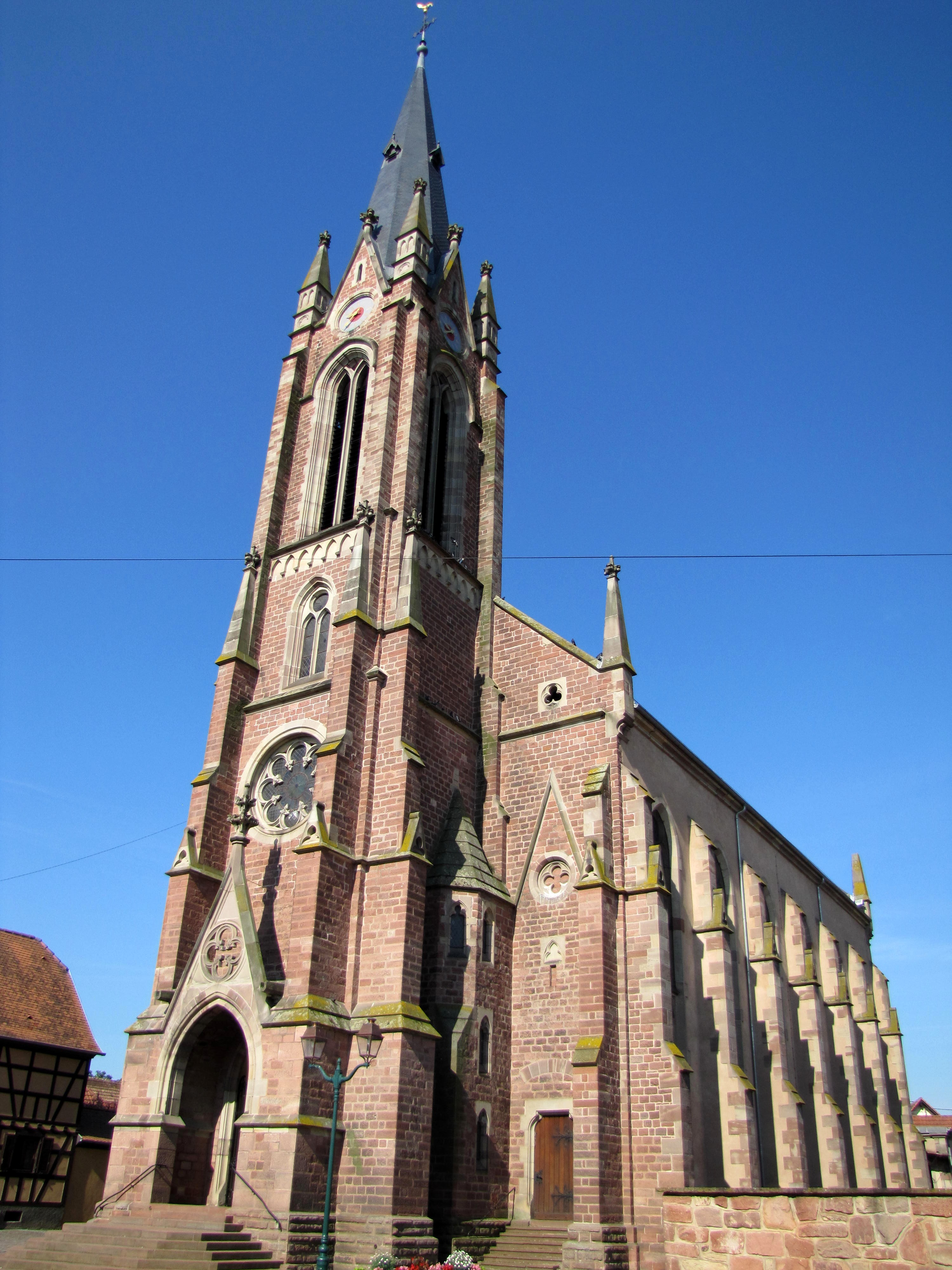
Église Saint-Maximin (1893).
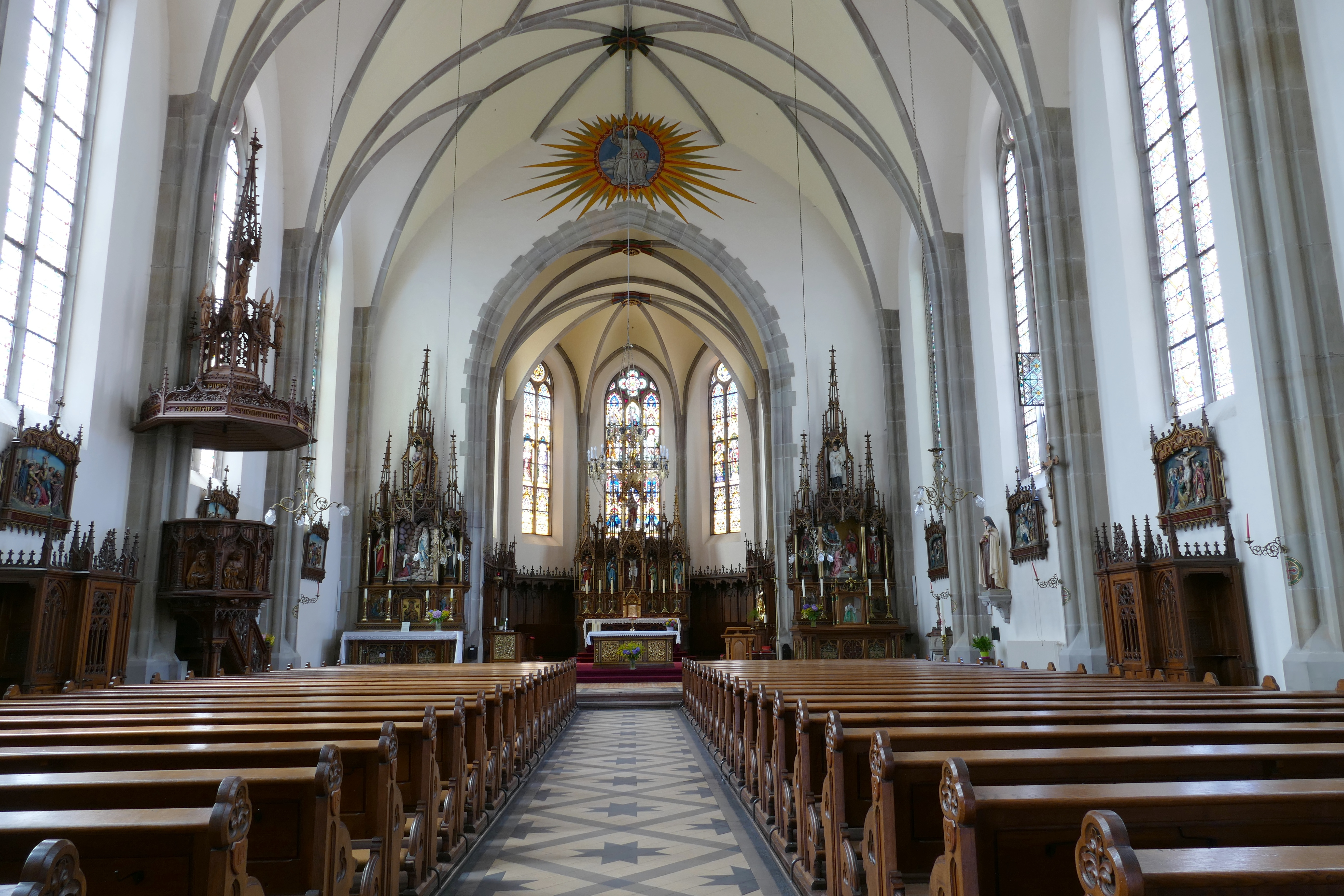
Vue intérieure de la nef vers le chœur.
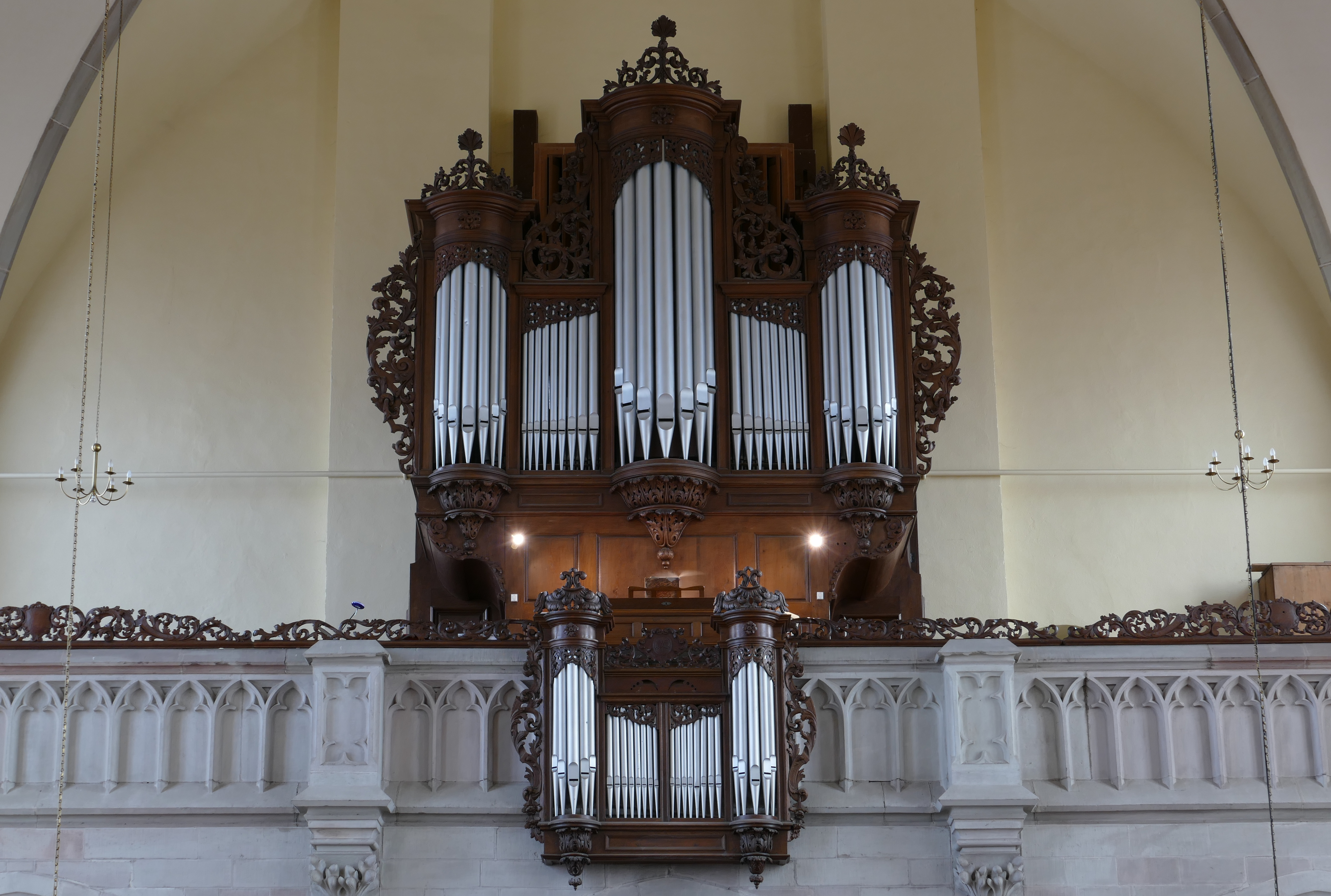
Orgue Andreas Silbermann - Rinckenbach (1713-1898).
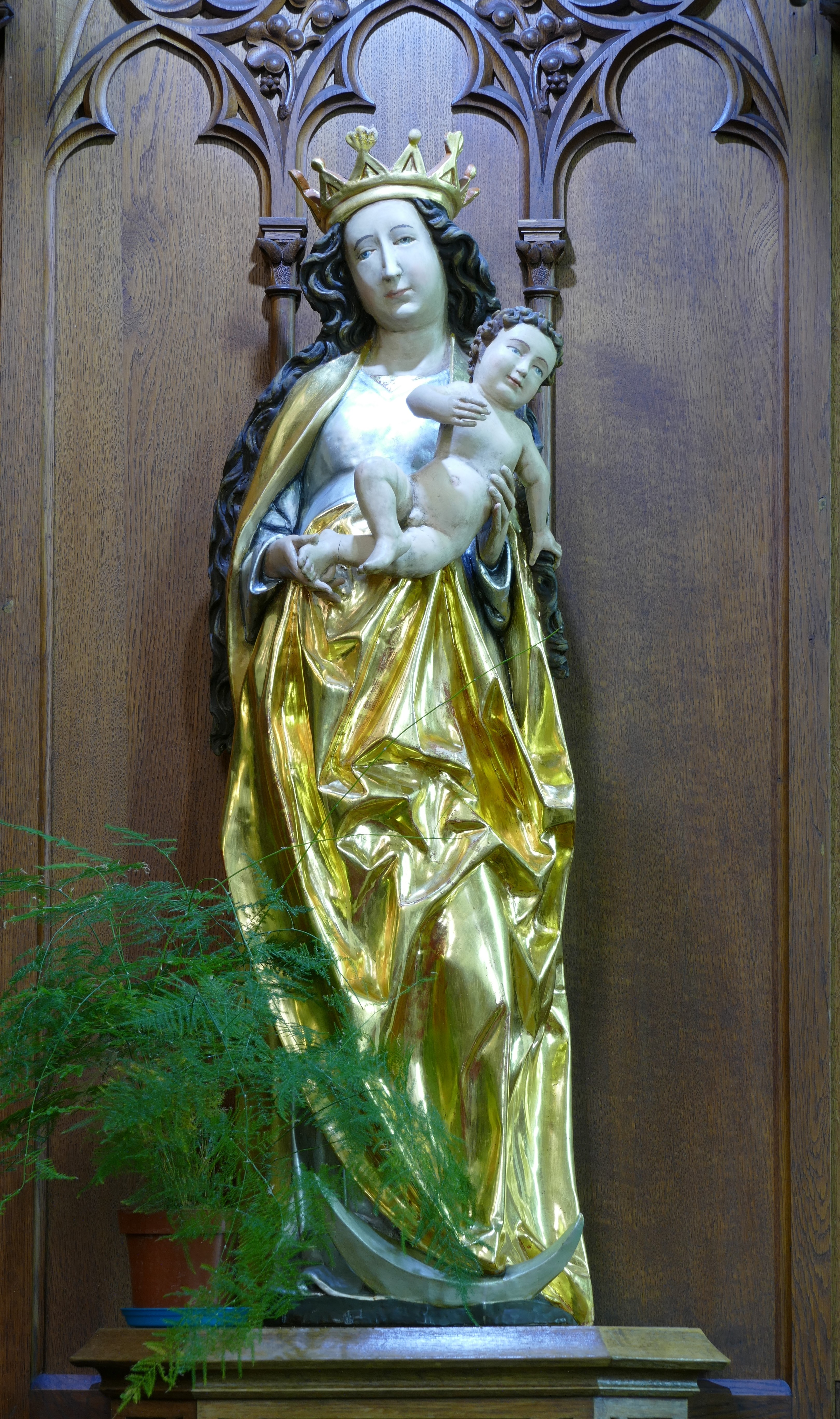
Vierge à l'enfant (XVe siècle).

- Mairie du XVIIe siècle
- Domaine fortifié des Landsberg (1434)

Le domaine du château comprend un donjon, une chapelle gothique, un manoir Renaissance et une maison néo-Renaissance. Les Landsberg occupent le premier fort, édifié sur une motte de 5,65 mètres d'altitude, ceint de remparts et dont les fossés sont alimentés par un canal de dérivation de l'Ehn, le Stadelbach. Le manoir est modifié et agrandi aux XVIIIe et XIXe siècles. La maison est réaménagée au XIXe siècle ; seuls en subsistent la façade du pignon à escalier et la tour du nid de cigogne datant du XVe siècle. Au XIXe siècle, des travaux sont entrepris pour modifier le couronnement du donjon. Le manoir sert de caserne et d'hôpital pendant la Deuxième Guerre mondiale.
- Tour de guet (1439)

La tour de guet, dite aussi Glockenturm est une ancienne tour flanquante de l'enceinte urbaine. Elle présente un appareillage grossier ainsi qu'un chaînage d'angle à bossage et à large liséré. Ses meurtrières sont adaptées pour le tir au canon. Cette tour de guet se trouve actuellement à l'intérieur du cimetière.
- Ancienne chapelle Sainte-Barbe (1741)
- Ancien moulin (XVIIe siècle)
- Hangar à tabac
- Corps de garde

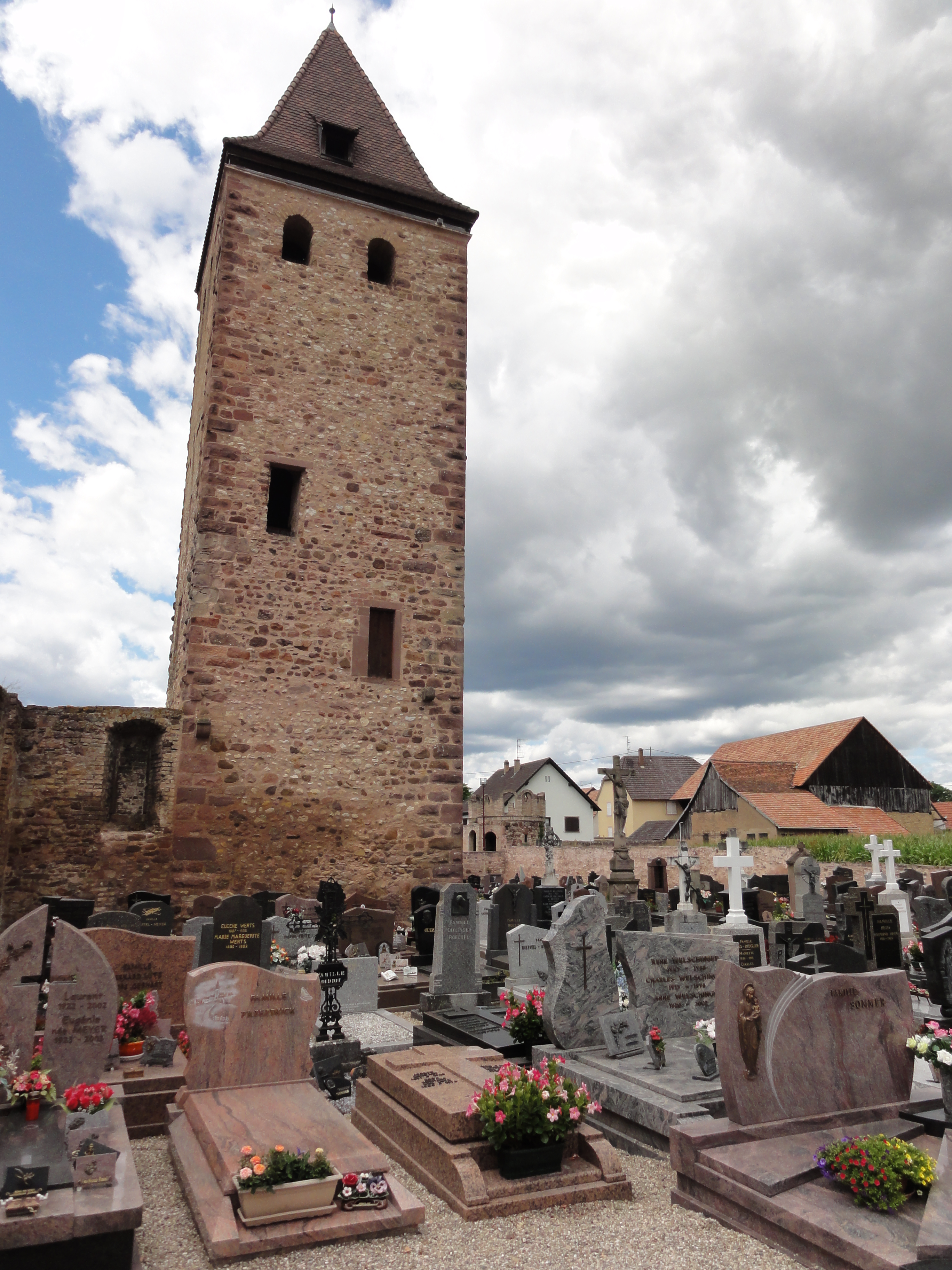
Glockenturm (XIIIe – XVIe siècle) : vestige de fortification.
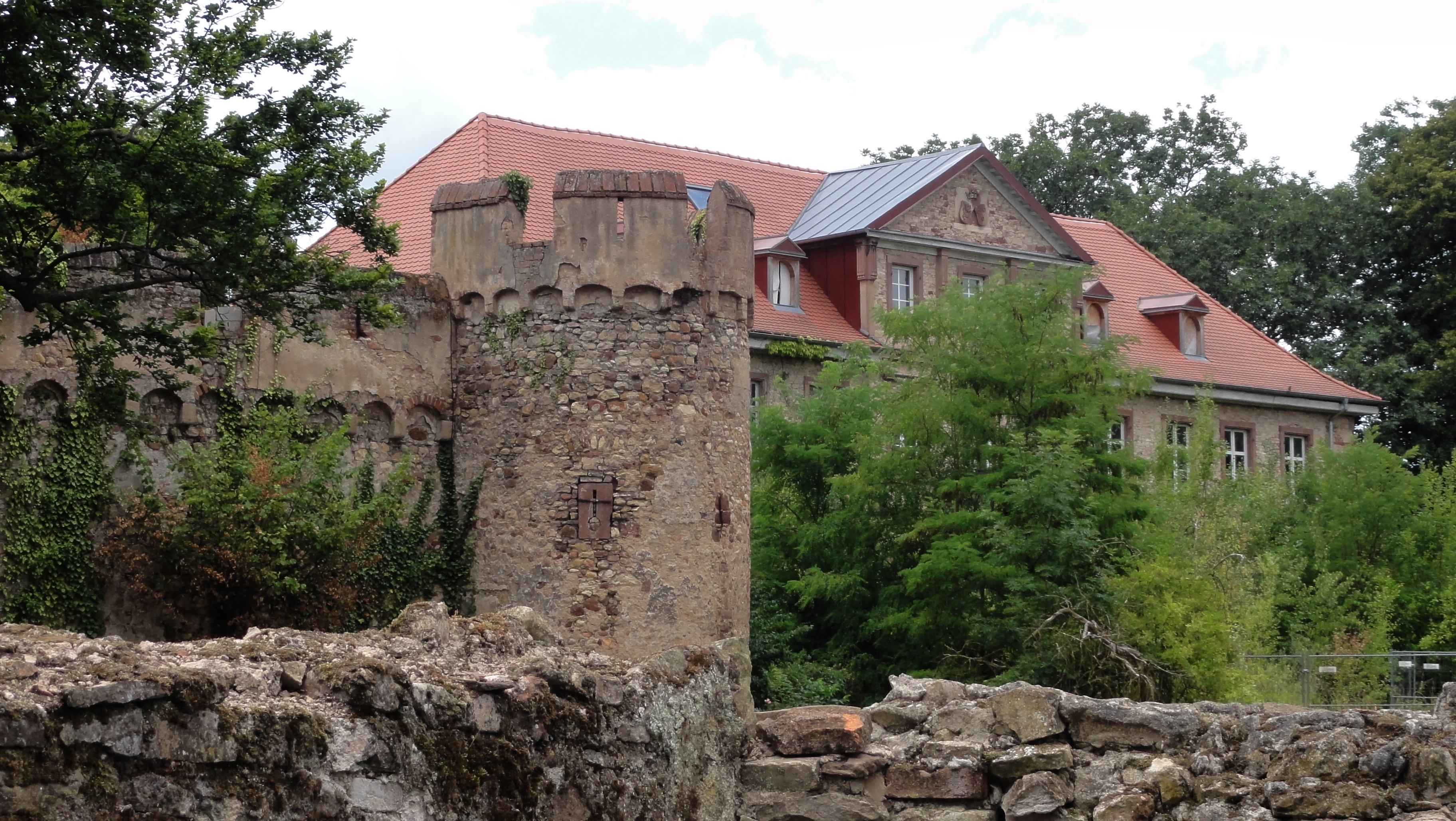
Château de Landsberg (XIVe – XVIe siècle et XIXe siècle).
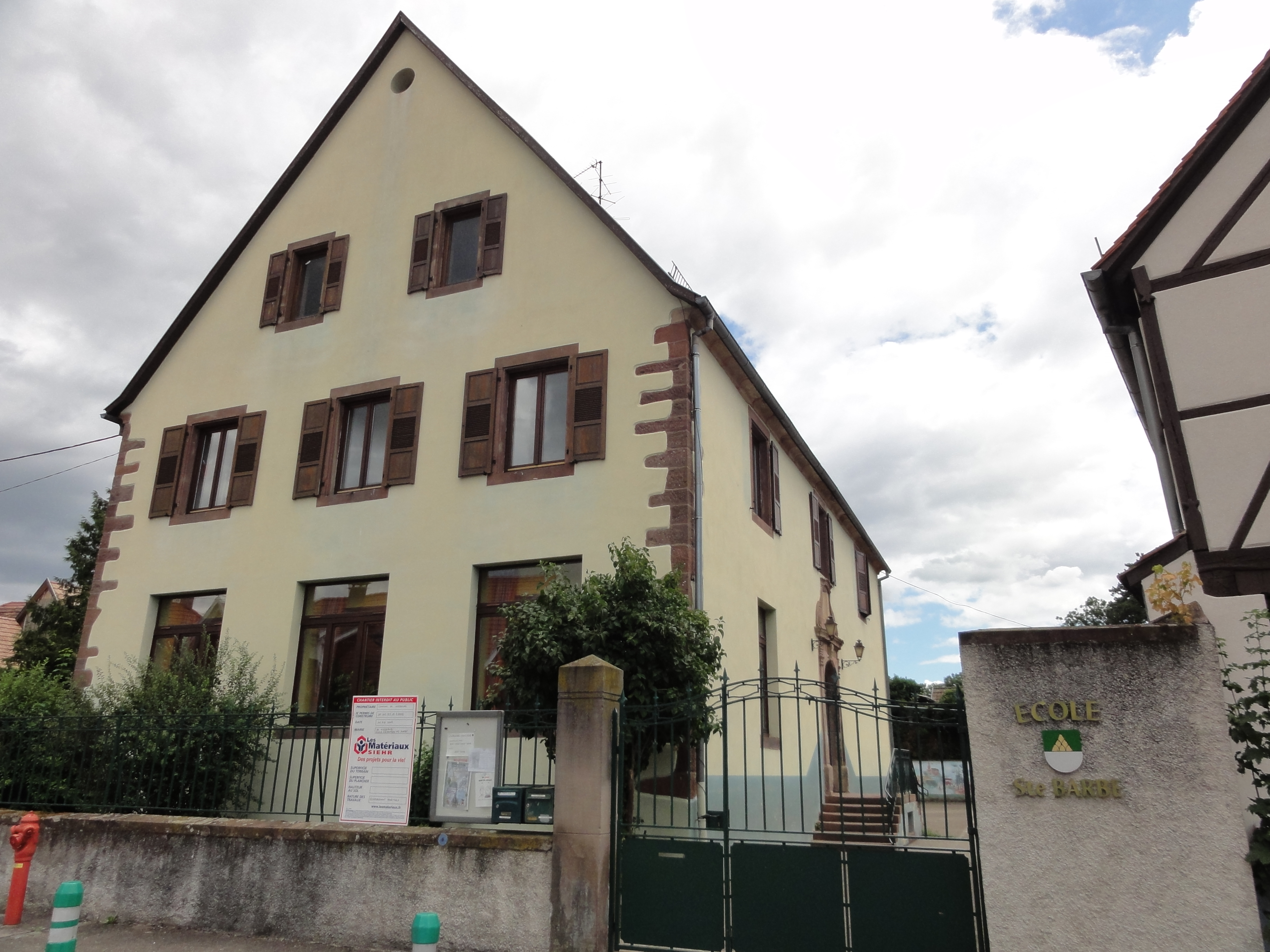
Ancienne chapelle Sainte-Barbe-et-Saint-Laurent (XVIIIe siècle), aujourd'hui école.
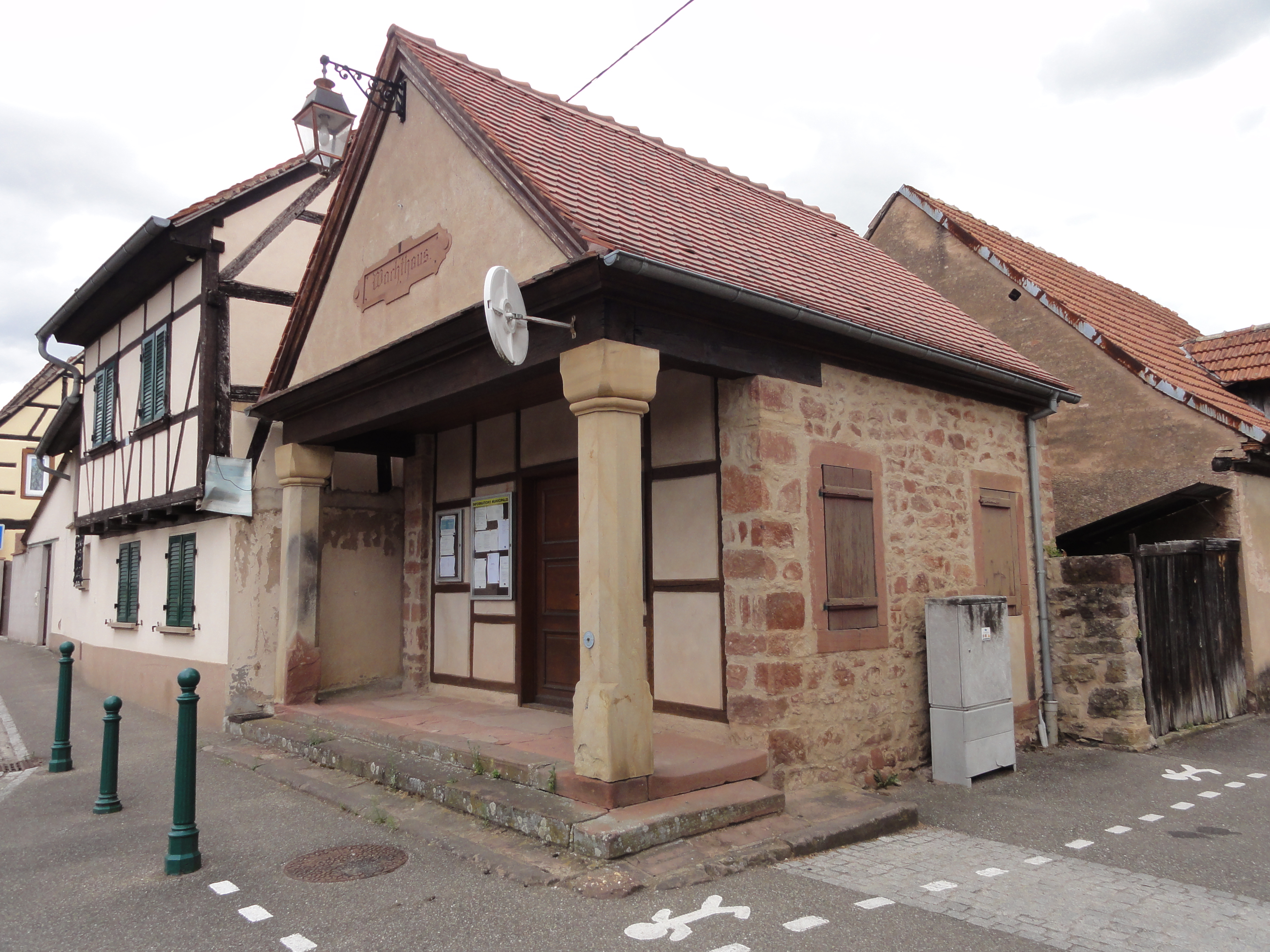
Corps de garde (XIXe siècle), 9 rue Principale.
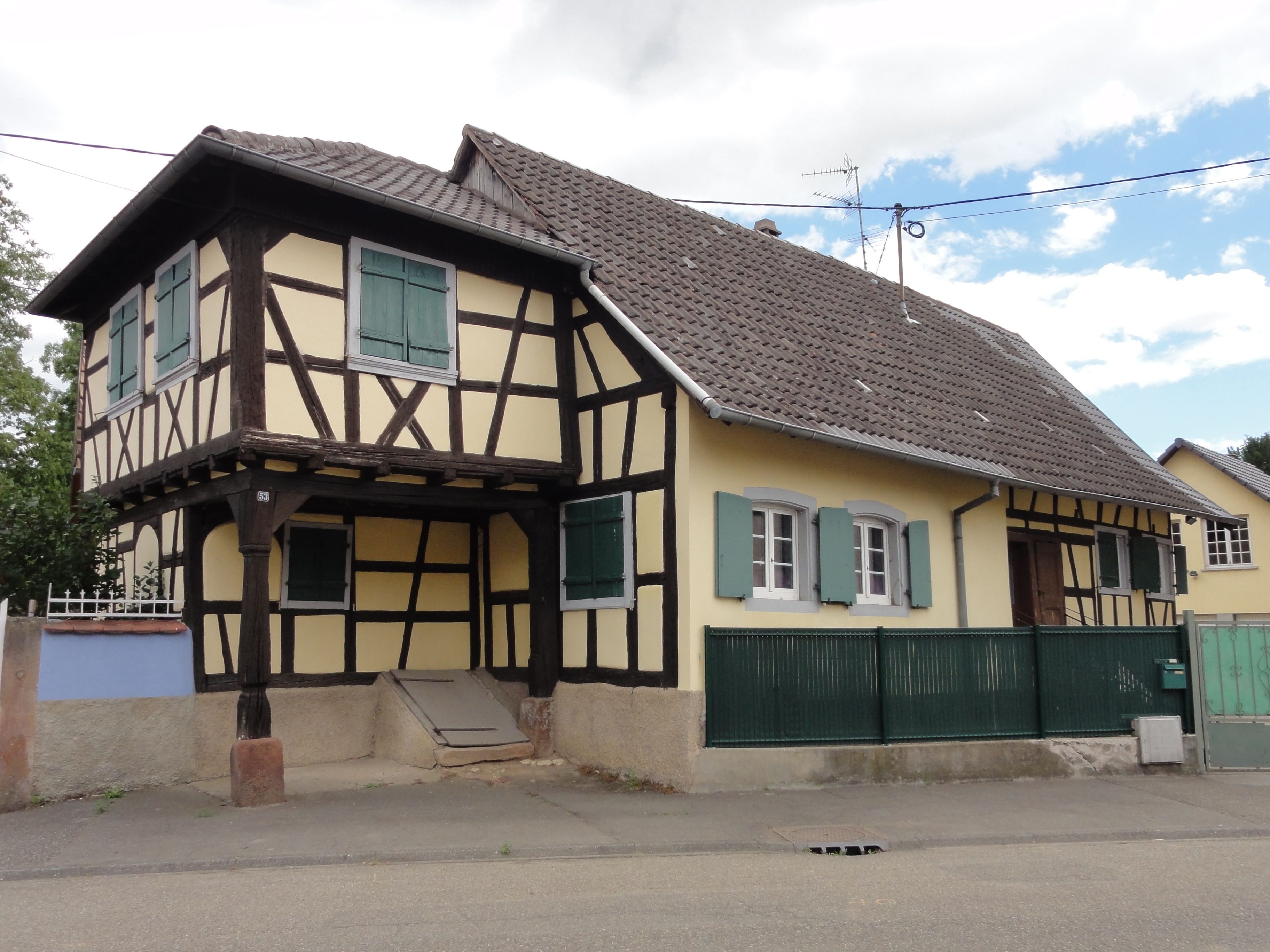
Maison (XVIIIe siècle), 53 rue Principale.

## Personnalités liées à la commune
- Harada Rihakou (1890-1954), peintre, illustrateur et poète japonais, est mort à Niedernai.

### Jumelages
- Nordrach en Forêt-Noire (Allemagne), en 1998.